# Vlag van Liedekerke
De vlag van Liedekerke werd door de gemeenteraad op 29 december 1980 officieel vastgesteld als de gemeentelijke vlag van de Vlaams-Brabantse gemeente Liedekerke. Op 25 juni 1981 werd hij door het koninklijk besluit bevestigd en uiteindelijk gepubliceerd op 3 oktober 1981 en opnieuw op 4 januari 1995 in het officiële Belgisch Staatsblad.
Officieel wordt de vlag beschreven als:
Drie even hoge banen van geel, van rood en van blauw.
De kleuren van de vlag zijn afkomstig op het gemeentewapen. Dit gemeentevlag is identiek aan de vlag van Noord-Holland.

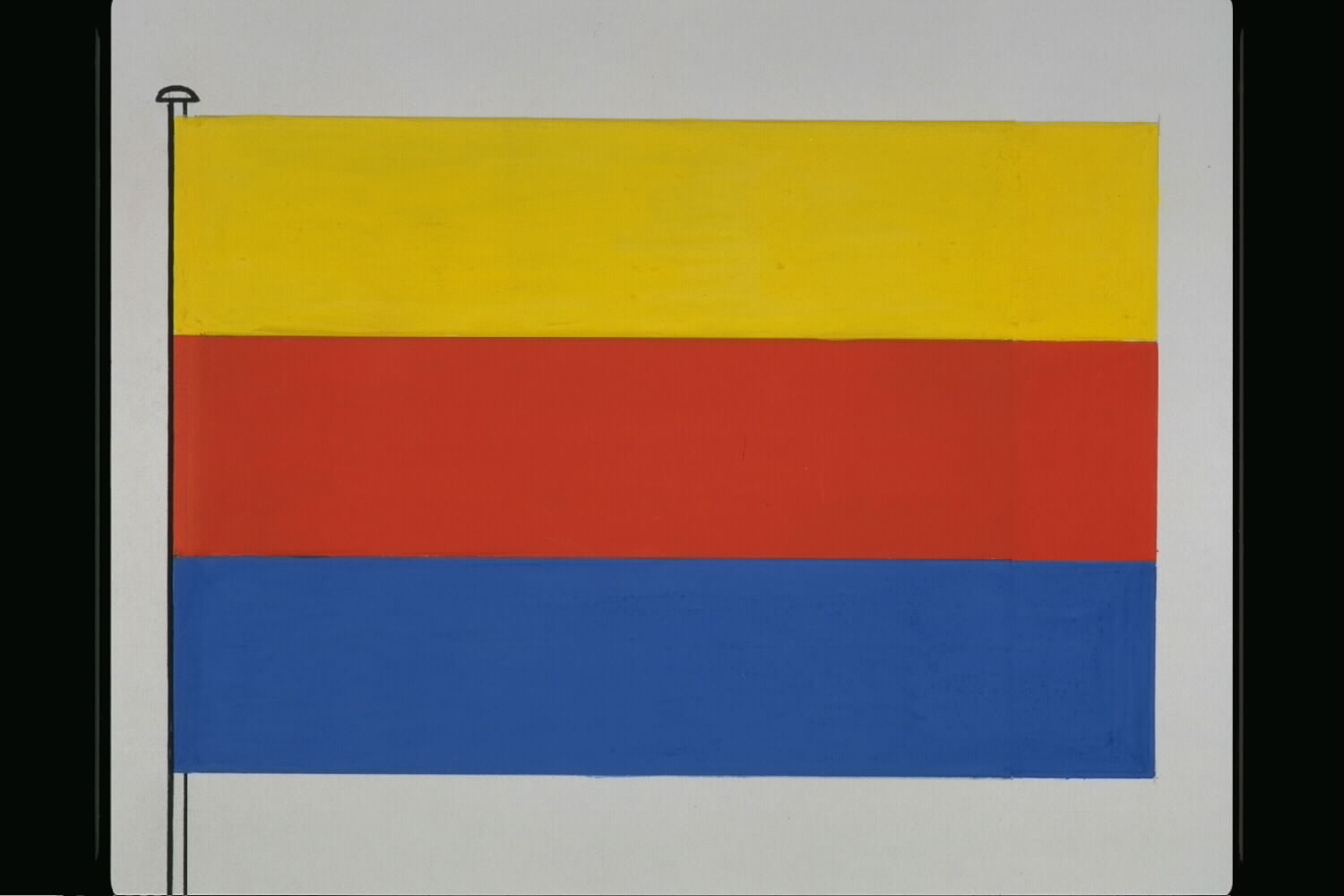
Officiële tekening van de vlag
Vlag van Noord-Holland